# Bắt giữ tiểu hành tinh
Bắt giữ tiểu hành tinh là việc một tiểu hành tinh tiến vào trong một quỹ đạo của một vật thể hành tinh lớn hơn. Vật thể lớn hơn lúc đó được coi là đã "bắt giữ" tiểu hành tinh, thứ sau đó sẽ trở thành vệ tinh tự nhiên của nó. Thông thường thì, các tiểu hành tinh tiếp cận gần một hành tinh thì sẽ hoặc là bị ném ngược trở lại không gian, hoặc là va chạm với hành tinh đó. Tuy nhiên, đôi lúc tiểu hành tinh sẽ bị bắt giữ vào một quỹ đạo quanh hành tinh. Điều này có thể xảy ra với bất cứ vật thể hành tinh nào nếu như hội đủ điều kiện.
Tính đến năm 2014, các kĩ sư Mỹ đã làm việc với các phương pháp để tàu không gian telerobot bắt giữ một tiểu hành tinh. Vào tháng 6 năm 2014, NASA báo cáo rằng tiểu hành tinh 2011 MD là ứng cử viên hàng đầu cho việc bắt giữ bởi một Asteroid Redirect Mission (ARM), có lẽ vào đầu những năm 2020s. Nỗ lực này sau đó bị NASA hủy bỏ vào năm 2017.

## Cơ học quỹ đạo
Hiện tượng bắt giữ tiểu hành tinh xảy ra khi một tiểu hành tinh "trệch khỏi" một hành tinh khi rơi về phía nó, nhưng không còn có đủ vận tốc để có thể thoát khỏi quỹ đạo của hành tinh đó. Trong trường hợp ấy, tiểu hành tinh bị bắt giữ và tiến vào một quỹ đạo hình elip đóng, ổn định quanh hành tinh mà không vượt quá bầu khí quyển của hành tinh. Điều này phụ thuộc vào những biến số ví dụ như vận tốc của tiểu hành tinh so với hành tinh, trọng lượng của hành tinh, đường đi của tiểu hành tinh và những nhiễu loạn do các vật thể khác gây ra.